# Trachelospermum ninhii
Trachelospermum ninhii är en oleanderväxtart som beskrevs av T.D. Ly. Trachelospermum ninhii ingår i släktet Trachelospermum och familjen oleanderväxter. Inga underarter finns listade i Catalogue of Life.